# T Pyxidis
T Pyxidis – gwiazda podwójna znajdująca się w gwiazdozbiorze Kompasu, w odległości ok. 3260 lat świetlnych od Ziemi. Układ ten składa się z białego karła oraz gwiazdy podobnej do Słońca.
T Pyxidis jest nową powrotną. Zmienną odkryła w 1890 roku Henrietta Leavitt. O tej pory co około 19 lat (1902, 1920, 1944 i 1966) regularnie obserwowano jej wybuchy. Jednak po wybuchu, który miał miejsce w 1966 roku, gwiazda zamilkła na ponad pół wieku. Według prof. Edwarda Siona z Uniwersytetu Villanova brak powtarzających się wybuchów może oznaczać, że masa białego karła zbliża się do granicy Chandrasekhara. Gdy biały karzeł, jeden ze składników układu podwójnego, przekroczy tę masę, eksploduje jako supernowa. Analiza danych obserwacyjnych uzyskanych z Kosmicznego Teleskopu Hubble’a doprowadziła do wniosku, że T Pyxidis za około 10 milionów lat może eksplodować jako supernowa typu Ia.
Z drugiej strony analiza przeprowadzona przez zespół Bradleya Schaefera na podstawie badań otoczki materii wyrzucanej przez T Pyxidis wskazuje, że brak wyrzutów materii wynika ze spadku tempa akrecji materii i doprowadzi nie do wybuchu supernowej, lecz do hibernacji gwiazdy nowej na okres 2,5 miliarda lat.

## Aktywność w 2011 roku
14 kwietnia 2011 roku jasność gwiazdy zaczęła gwałtownie rosnąć. Najpierw Michael Linnolt na Hawajach zauważył, że gwiazda pojaśniała do około 13m. Po dwóch i pół godzinie A. Plummer oszacował jej jasność na 12,2m, a po kolejnej godzinie S. Kerr ocenił jej blask na 11,3m. Po około trzech dobach od tych obserwacji wybuchowe zwiększanie jasności straciło swój impet wyhamowując przy jasności około 7,8m, a od tego momentu nastąpił okres spokojniejszego wzrostu blasku. Po upływie około czterech tygodni od odkrycia wzrostu blasku zmienna osiągnęła maksimum blisko 6,3m. Po czym od około 10–12 maja, jasność T Pyxidis zaczęła maleć, choć w dalszym ciągu występują wahania jasności blasku. W pierwszej dekadzie lipca blask nowej powrotnej notuje się na poziomie pomiędzy 8,5m a 9m.